# Alfred Aston
Alfred Aston (ur. 16 maja 1912 w Chantilly, zm. 10 lutego 2003 w Cannes) – francuski piłkarz i trener, reprezentant kraju.

## Kariera klubowa
Aston swoją przygodę z futbolem rozpoczął w 1930 w zespole z rodzinnego miasta US Chantilly. Dwa lata później został piłkarzem zespołu z Paryża Red Star. Jako piłkarz tej drużyny zwyciężył w rozgrywkach Division 2 w sezonie 1933/34. Przez 6 lat gry dla Red Star zagrał w 152 spotkaniach, w których strzelił 56 bramek. Od 1938 grał w Racing Club de France. Grając dla Racingu, dwukrotnie wygrywał Puchar Francji w latach 1939–1940. W 1940 po raz drugi zasilił szeregi Red Star, w którym wygrał Puchar Francji w 1942.
Sezon 1943/44 spędził w É.F. Paris-Capitale, po czym powrócił do Red Star. Podczas swojej trzeciej przygody w tej drużynie zagrał w finale Pucharu Francji w 1946. Następnie odszedł do Angers, dla którego w 27 spotkaniach strzelił 13 bramek. Od 1947 grał w Stade Français, w którym 35 razy pojawiał się na boisku, strzelając 9 bramek.
Od 1948 pełnił funkcję grającego trenera w zespołach CA Paris, CS Fontainebleau, AC Amboise oraz Tours FC. W zespole Tours pracował do 1956, po czym zakończył karierę sportową.
| Sezon   | Klub                  | Kraj    | Rozgrywki         | Mecze | Bramki |
| ------- | --------------------- | ------- | ----------------- | ----- | ------ |
| 1930/31 | US Chantilly          | Francja |                   |       |        |
| 1931/32 | US Chantilly          | Francja |                   |       |        |
| 1932/33 | Red Star              | Francja | Première Division | 14    | 3      |
| 1933/34 | Red Star              | Francja | Division 2        | 25    | 15     |
| 1934/35 | Red Star              | Francja | Première Division | 30    | 14     |
| 1935/36 | Red Star              | Francja | Première Division | 30    | 5      |
| 1936/37 | Red Star              | Francja | Première Division | 28    | 10     |
| 1937/38 | Red Star              | Francja | Première Division | 25    | 9      |
| 1938/39 | Racing Club de France | Francja | Première Division | 27    | 11     |
| 1939/40 | Racing Club de France | Francja |                   |       |        |
| 1940/41 | Red Star              | Francja |                   |       |        |
| 1941/42 | Red Star              | Francja |                   |       |        |
| 1942/43 | Red Star              | Francja |                   |       |        |
| 1943/44 | É.F. Paris-Capitale   | Francja |                   |       |        |
| 1944/45 | Red Star              | Francja |                   |       |        |
| 1945/46 | Red Star              | Francja | Première Division | 24    | 8      |
| 1946/47 | Red Star              | Francja | Première Division | 11    | 2      |
| 1946/47 | Angers                | Francja | Division 2        | 27    | 13     |
| 1947/48 | Stade Français        | Francja | Première Division | 18    | 6      |
| 1948/49 | Stade Français        | Francja | Première Division | 17    | 3      |
| 1948/49 | CA Paris              | Francja | Division 2        | 17    | 0      |
| 1949/50 | CS Fontainebleau      | Francja |                   |       |        |
| 1950/51 | AC Amboise            | Francja | Division 4        | 17    | 0      |
| 1951/52 | Tours FC              | Francja | Division 4        |       |        |
| 1952/53 | Tours FC              | Francja | Division 3        |       |        |
| 1953/54 | Tours FC              | Francja | Division 3        |       |        |
| 1954/55 | Tours FC              | Francja | Division 4        |       |        |
| 1955/56 | Tours FC              | Francja | Division 4        |       |        |

## Kariera reprezentacyjna
Aston zadebiutował w reprezentacji Francji 11 marca 1934 w meczu przeciwko Szwajcarii, przegranym 0:1. W tym samym roku został powołany na Mistrzostwa Świata. Wystąpił w spotkaniu z reprezentacją Austrii, jednak jego drużyna przegrała 2:3, odpadając z turnieju w pierwszej rundzie.
Cztery lata później został powołany na Mistrzostwa Świata 1938 rozgrywane we Francji. Na turnieju zagrał w dwóch spotkaniach przeciwko Belgii oraz Włochom, którzy turniej zakończyli zdobyciem tytułu mistrzów świata. Po raz ostatni w reprezentacji zagrał 19 maja 1946 w meczu przeciwko Anglii, wygranym 2:1. Łącznie Aston w latach 1934–1946 wystąpił w 31 spotkaniach reprezentacji Francji, w których strzelił 5 bramek.
| Mecze i gole w reprezentacji | Mecze i gole w reprezentacji | Mecze i gole w reprezentacji | Mecze i gole w reprezentacji | Mecze i gole w reprezentacji | Mecze i gole w reprezentacji | Mecze i gole w reprezentacji |
| #                            | Data                         | Miasto                       | Przeciwnik                   | Gol                          | Wynik                        | Rozgrywki                    |
| ---------------------------- | ---------------------------- | ---------------------------- | ---------------------------- | ---------------------------- | ---------------------------- | ---------------------------- |
| 1.                           | 11.03.1934                   | Paryż                        | Szwajcaria                   |                              | 0:1                          | towarzyski                   |
| 2.                           | 25.03.1934                   | Colombes                     | Czechosłowacja               |                              | 1:2                          | towarzyski                   |
| 3.                           | 15.04.1934                   | Luksemburg                   | Luksemburg                   | Gol                          | 6:1                          | towarzyski                   |
| 4.                           | 10.05.1934                   | Amsterdam                    | Holandia                     |                              | 5:4                          | towarzyski                   |
| 5.                           | 27.05.1934                   | Turyn                        | Austria                      |                              | 2:3                          | MŚ 1934                      |
| 6.                           | 17.02.1935                   | Rzym                         | Włochy                       |                              | 1:2                          | towarzyski                   |
| 7.                           | 17.03.1935                   | Paryż                        | Niemcy                       |                              | 1:3                          | towarzyski                   |
| 8.                           | 14.04.1935                   | Bruksela                     | Belgia                       |                              | 1:1                          | towarzyski                   |
| 9.                           | 19.05.1935                   | Colombes                     | Węgry                        |                              | 2:0                          | towarzyski                   |
| 10.                          | 27.10.1935                   | Genewa                       | Szwajcaria                   |                              | 1:2                          | towarzyski                   |
| 11.                          | 12.01.1936                   | Paryż                        | Holandia                     |                              | 1:6                          | towarzyski                   |
| 12.                          | 13.12.1936                   | Paryż                        | Jugosławia                   |                              | 1:0                          | towarzyski                   |
| 13.                          | 23.05.1937                   | Colombes                     | Irlandia                     |                              | 0:2                          | towarzyski                   |
| 14.                          | 24.03.1938                   | Paryż                        | Bułgaria                     | Gol · Gol                    | 6:1                          | towarzyski                   |
| 15.                          | 26.05.1938                   | Colombes                     | Anglia                       |                              | 2:4                          | towarzyski                   |
| 16.                          | 05.06.1938                   | Colombes                     | Belgia                       |                              | 3:1                          | MŚ 1938                      |
| 17.                          | 12.06.1938                   | Colombes                     | Włochy                       |                              | 1:3                          | MŚ 1938                      |
| 18.                          | 04.12.1938                   | Neapol                       | Włochy                       |                              | 0:1                          | towarzyski                   |
| 19.                          | 22.01.1939                   | Paryż                        | Polska                       |                              | 4:0                          | towarzyski                   |
| 20.                          | 16.03.1939                   | Paryż                        | Węgry                        |                              | 2:2                          | towarzyski                   |
| 21.                          | 08.03.1942                   | Marsylia                     | Szwajcaria                   |                              | 0:2                          | towarzyski                   |
| 22.                          | 15.03.1942                   | Sevilla                      | Hiszpania                    |                              | 0:4                          | towarzyski                   |
| 23.                          | 24.12.1944                   | Paryż                        | Belgia                       | Gol                          | 3:1                          | towarzyski                   |
| 24.                          | 08.04.1945                   | Lozanna                      | Szwajcaria                   |                              | 0:1                          | towarzyski                   |
| 25.                          | 26.05.1945                   | Londyn                       | Anglia                       |                              | 2:2                          | towarzyski                   |
| 26.                          | 06.12.1945                   | Wiedeń                       | Austria                      |                              | 1:4                          | towarzyski                   |
| 27.                          | 15.12.1945                   | Bruksela                     | Belgia                       | Gol                          | 1:2                          | towarzyski                   |
| 28.                          | 07.04.1946                   | Colombes                     | Czechosłowacja               |                              | 3:0                          | towarzyski                   |
| 29.                          | 14.04.1946                   | Oeiras                       | Portugalia                   |                              | 1:2                          | towarzyski                   |
| 30.                          | 05.05.1946                   | Colombes                     | Austria                      |                              | 3:1                          | towarzyski                   |
| 31.                          | 19.05.1946                   | Colombes                     | Anglia                       |                              | 2:1                          | towarzyski                   |

## Kariera trenerska
Aston od 1948 pracował jako grający trener w CA Paris. Po zakończeniu pracy w CA Paris na podobnym stanowisku pracował także w czwartoligowych CS Fontainebleau i AC Amboise. W 1951 został grającym trenerem Tours FC, z którym w sezonie 1951/52 wywalczył awans do Division 3. Jako trener tej drużyny pracował do 1956, po czym zakończył karierę trenerską.

## Sukcesy
Red Star
- Mistrzostwo Ligue 2 (1): 1933/34
- Puchar Francji (1): 1942
- Finał Pucharu Francji (1): 1946

Racing Club de France
- Puchar Francji (2): 1939, 1940